# Oskar Eberhard Ulbrich
Oskar Eberhard Ulbrich, född den 17 september 1879 i Berlin, död den 4 november 1952 i Berlin, var en tysk botaniker och mykolog, mest känd för sin forskning om amarantväxter och nejlikväxter.
Ulbrich studerade naturvetenskap vid Humboldt-Universität zu Berlin för bland andra Adolf Engler och Simon Schwendener. 1926 blev han kurator och professor vid Botanischer Garten Berlin.
Auktorsnamnet Ulbr. kan användas för Oskar Eberhard Ulbrich i samband med ett vetenskapligt namn inom botaniken; se Wikipediaartiklar som länkar till auktorsnamnet.